# Slobodan Čendić
Slobodan Čendić (* 28. August 1938 in Kragujevac, Königreich Jugoslawien, heute Serbien; † 19. September 2023 in Köln) war ein jugoslawischer Fußballtrainer. Er begann seine Laufbahn 1970 in der Bundesliga beim FC Schalke 04. Einige Jahre verbrachte er beim 1. FC Saarbrücken, den er 1976 in die Bundesliga führte.

## Laufbahn
Von 1962, im Alter von 24 Jahren, bis 1964 war Slobodan Čendić als aktiver Spieler auf der Position des Torhüters bei seinem Heimatverein aktiv, dem jugoslawischen Zweitligisten FK Radnički Kragujevac, der 1963 in die Drittklassigkeit abstieg. Seinen ersten Trainerposten hatte er in Deutschland, als er den gerade aus der Bundesliga abgestiegenen Regionalligisten Tasmania Berlin für die Saison 1966/67 übernahm. Im Anschluss war er von 1967 bis 1969 für zwei Spielzeiten Co-Trainer beim Bundesligisten FC Schalke 04 unter zunächst Karl-Heinz Marotzke, danach Günter Brocker und schließlich Rudi Gutendorf.
Nach gut einem Jahr Pause, die darauf folgte, begann Čendić seine professionelle Trainerlaufbahn, als er nach dem vierten Spieltag der Saison 1970/71 Gutendorf beim FC Schalke 04 ablöste. Er führte die junge Mannschaft mit unter anderem Klaus Fichtel und Klaus Fischer zum sechsten Platz, was die bis dahin beste Bundesligaplatzierung der Gelsenkirchener war, sowie in das Halbfinale des DFB-Pokals, das nach 2:0-Halbzeitführung mit 2:3 gegen den 1. FC Köln verloren ging. Formell war in jener Zeit Ernst Kuzorra, Star der 1930er Schalker Meistermannschaften, der Trainer gewesen, da Čendić noch keine gültige Trainerlizenz besaß. An der Sporthochschule in Köln erwarb er das Fußball-Lehrer-Diplom 1970 zusammen mit den Lehrgangskollegen Sigfried Held, Uwe Klimaschefski, Otto Rehhagel und Hans Tilkowski.
Danach wurde Ivica Horvat für die folgende Saison als Trainer der Schalker verpflichtet und führte sie zu Vizemeisterschaft und Pokalsieg, während Čendić zunächst vereinslos blieb. Im Oktober 1971 übernahm Čendić den FC Augsburg in der damals drittklassigen Bayernliga, der höchsten Amateurliga. Er vermochte der Mannschaft jedoch keine Impulse zu geben und wurde bereits im Dezember des Jahres gegen Kurt Schwarzhuber ausgetauscht. Im weiteren Saisonverlauf übernahm er ab Januar 1972 nochmals den Zweitligisten Tasmania Berlin, der die Saison als Zweiter beendete, in der Aufstiegsrunde zur Bundesliga aber nicht beeindruckte.
In den kommenden zwei Jahren trainierte Čendić Preußen Münster in der zweitklassigen Regionalliga West. Am Ende der Saison 1972/73 war die Mannschaft noch auf dem 13. Platz gelegen, konnte sich aber in der folgenden Spielzeit, der letzten vor Einführung der 2. Bundesliga, auf Rang fünf steigern, womit ungefährdet die Qualifikation für die neue zweitklassige Liga gelang. Čendić war dabei jedoch schon seit März 1974 nicht mehr Trainer der Mannschaft gewesen und wurde interimsweise ab dem 30. Spieltag von Helmut Tybussek abgelöst.
Zur Saison 1974/75 verpflichtete ihn der 1. FC Saarbrücken in der Südstaffel der neugeschaffenen 2. Bundesliga. Dort errang die Mannschaft mit dem jungen Felix Magath, Egon Schmitt und den Traser-Zwillingen Ernst und Heinz einen durchaus achtbaren siebten Platz. Im Jahr darauf gelang sogar der erste Platz und damit der Aufstieg in die Bundesliga. Nach dem neunten Spieltag lag der 1. FC – bei dem der spätere Nationalverteidiger Bernd Förster seinen Einstand im Profifußball gab, aber den Magath mittlerweile verlassen hatte – im Oktober auf dem 16. Rang, und der ungeduldige Vorstand ersetzte Čendić durch Manfred Krafft. Saarbrücken beendete die Saison schließlich als 14. und hielt die Klasse.
Ein Jahr darauf trainierte Čendić ab Oktober 1977 als Nachfolger von Anton Rudinsky in Mannheim den seinerzeit nach dem Sponsor Chio firmierenden SV Chio Waldhof 07 in der 2. Bundesliga Süd und führte diesen zum achten Platz. Im November 1978 wurde er nur ein Jahr später, mit dem SVW auf Platz 12 liegend, interimsmäßig durch das Waldhöfer Urgestein Ludwig Günderoth ersetzt, der wiederum einen Monat später für Georg Gawliczek Platz machte. Zum Saisonabschluss stand der SV Waldhof als 16. nur zwei Punkte über einem Abstiegsplatz.
Čendić selbst übernahm einen Monat nach seiner Ablösung auf dem Waldhof ligaintern wieder den Bundesligaabsteiger 1. FC Saarbrücken, wo er die Nachfolge des früheren Nationalspielers Hans Cieslarczyk antrat. Zum Saisonabschluss lag die Mannschaft auf einem versöhnlichen achten Platz und konnte sich 1979/80 sogar auf den fünften Rang verbessern. In der Saison darauf wurde ein Platz unter den ersten zehn nötig, um sich damit für die nunmehr eingleisige 2. Bundesliga zu qualifizieren. Der 1. FC startete mit neun Niederlagen in den ersten elf Spielen katastrophal in die Saison, und nach dem 13. Spieltag wurde Čendić Ende Oktober 1980 schließlich durch Erich Jordens ersetzt, was aber nichts daran änderte, dass die Saarbrücker drittklassig wurden. Čendić fand aber umgehend, nur zwei Tage später, Platz auf der Bank des Ligakonkurrenten Stuttgarter Kickers, die zum Ende der Saison Dritter wurden und sich somit für die eingleisige Liga qualifizierten. In der nächsten Saison 1981/82 wurde er mit den Kickers Siebter der neuen Liga. Danach verließ er den Verein.
In der folgenden Spielzeit war er von November 1982 bis März 1983 einige Monate bei Alemannia Aachen angestellt. In der Rückrunde 1983/84 kam er zum Aufsteiger SC Charlottenburg, dessen umgehenden Wiederabstieg er nicht zu verhindern vermochte.
Nach einer Spielzeit ohne jegliche Anstellung erfolgte im Oktober 1985 ein Engagement bei Rot-Weiß Oberhausen als Nachfolger von Friedel Elting. Er führte die schlecht in die Saison gestarteten Rheinländer vom vorletzten auf den elften Rang. In der Spielzeit darauf gewann er mit den Rot-Weißen noch das erste Spiel, doch drei Niederlagen in den nächsten drei Spielen sorgten für seine Entlassung im August 1986, und János Bédl nahm seinen Platz ein.
Im Februar 1988, am 20. Spieltag der Spielzeit 1987/88 wurde Čendić nach Uwe Klimaschefski und Gerd Schwickert der dritte Saisontrainer des Vorjahresaufsteigers zur Bundesliga FC Homburg, weiland auf dem vorletzten Tabellenplatz. In seiner ersten Bundesligastation nach 12 Jahren konnte er aber auch nichts daran ändern, dass die Mannschaft am Ende mit vier Punkten Rückstand auf den Relegationsplatz abstieg. In jener Zeit wurde der FC Homburg einmal vom DFB mit Punktabzug bedroht, für den Fall, dass er mit einer Kondommarke als Trikotsponsor antreten würde. Čendić kommentierte: „Was für Punkte wollen sie uns eigentlich abziehen?“ Der ehemalige Nationalspieler Jimmy Hartwig, in der Endphase seiner Karriere bei Homburg, bezeichnete Čendić Jahre später einmal als „ahnungslosen Choleriker“. In der nachfolgenden Saison lag er mit den Saarländern nach 32 Spieltagen in der 2. Bundesliga auf Platz eins; nach einer 0:1-Niederlage beim SC Freiburg im Endspurt der Saison kam es aber zur Trennung. Gerd Schwickert sicherte in den ausstehenden sechs Partien den zweiten Platz und damit den Wiederaufstieg.
Zu Beginn der Saison 1989/90 trainierte er Hannover 96, das gerade aus der Bundesliga abgestiegen war, startete aber mit fünf Niederlagen in sechs Spielen, was zu seinem vorzeitigen Abschied führte nach zwei Spielen unter Interimstrainer Bernd Laube übernahm Michael Krüger die Hannoveraner und führte sie auf den achten Platz. Das war die letzte Station von Slobodan Čendić im deutschen Spitzenfußball.
1990 trainierte er wenige Tage vom 1. bis zum 13. Juni (knapp zwei Monate vor Saisonstart) den SV Darmstadt 98. Auf ihn folgte Jürgen Sparwasser mit seiner einzigen größeren Anstellung als Trainer. Mitte der 1990er Jahre war Čendić noch in der Schweiz beim drittklassigen SC Brühl St. Gallen erstmals außerhalb von Deutschland, auf der Bank. 1996 wurde er als Nachfolger des Tschechoslowakischen WM-Teilnehmers Jan Berger Trainer beim Viertligisten FC Kreuzlingen, den er zum Aufstieg führte. Danach beendete er sein Engagement beim Verein. Er könne die Mannschaft nicht mehr weiterbringen, er sei nur ein alter Mann aus den Bergen, meinte er. Der Deutsche Ernst-August Künnecke wurde sein Nachfolger. Čendić ließ sich weiland in der Schweiz nieder.
Am 19. September 2023 verstarb er 85-jährig nach kurzer Krankheit in Köln, wie seine Frau der Öffentlichkeit mitteilte.